# Tjörn
Tjörn ist eine Insel vor der Westküste Schwedens in der historischen Provinz Bohuslän und der Provinz Västra Götalands län. Sie ist mit ihren 167,3 km² die sechstgrößte Insel Schwedens. Auf Tjörn wohnen ca. 14.953 Einwohner (Stand 31. März 2011), was 89 Einwohnern pro km² entspricht. Die Insel Tjörn gehört zur gleichnamigen Gemeinde.

## Geografie
Die Tjörnbron führt von der Ostseite der Insel nach Stenungsund und verbindet Tjörn mit dem Festland. Der größte Ort der Insel heißt Skärhamn und ist Sitz der Gemeindeverwaltung. Über die Skåpesundsbron erreicht man von der Nachbarinsel Orust den Norden der Insel. Weitere Ortschaften auf Tjörn sind Rönnäng, Klädesholmen und Kyrkesund.
Die Industrie wurde über viele Jahrzehnte von Fischerei und dem Bootsbau geprägt. Die größten Arbeitgeber auf Tjörn sind nach wie vor die Reederei TransAtlantic (früher B&N) und die Werften Djupviks varv und Rönnängs varv.

## Tourismus
Während der Sommermonate steigt die Einwohnerzahl Tjörns durch die vielen Touristen auf rund 30.000 Menschen an. Skärhamn verfügt über einen Gasthafen, an dem viele Reisende anlegen, die die schwedische Westküste erkunden. Außerdem befindet sich in Skärhamn seit dem Jahr 2000 das nordische Aquarellmuseum (Akvarellmuseet).
In der dritten Augustwoche findet die Regatta „Tjörn runt“ statt – mit circa 1300 teilnehmenden privaten Booten eine der größten Segelregatten der Welt, die 28 Seemeilen um die Insel führt und jährlich viele Schaulustige anzieht.
Am ersten Septemberwochenende findet der Tjörn Triathlon 11.3 statt – ein Wettkampf über die halbe Ironmandistanz, der zugleich schwedische Meisterschaft über diese Strecke ist.

## Sehenswürdigkeiten
Beliebte Ausflugsziele sind die angrenzenden Inseln Härön und Åstol sowie das 8.000 Jahre alte Grabfeld in Hällene, in dessen Nähe auch früheste Zeugnisse der Runenschrift zu finden sind. Auf der Insel Tjörn befindet sich auch der Dolmen von Styrdalen (Nr. RAÄ Valla 15:1). Dieser liegt westlich von Valla und nördlich von Vallhamn und Habborsby.

## Weitere Orte auf Tjörn
- Bleket
- Dyrön
- Klädesholmen
- Kyrkesund
- Kållekärr
- Myggenäs
- Rönnäng
- Skärhamn
- Åstol